# Cirencester Town FC
Cirencester Town FC is een Engelse voetbalclub uit Cirencester, die in 1889 is opgericht. De club speelt anno 2020 in de Southern Football League.

## Bekende (oud-)spelers
- Thom Jonkerman

## Erelijst
- Southern League Division One South & West (1) : 2013-2014
- Hellenic League Premier Division (1) : 1995-1996
- Hellenic League Division One (1) : 1973-1974
- Gloucestershire Northern Senior League (2) : 1966-1967, 1967-1968
- Cheltenham League Division One (5) : 1927–1928, 1929–1930, 1948–1949, 1954–1955, 1955–1956
- Senior Charities Cup (3) : 1948-1949, 1949-1950, 1955-1956
- Gloucestershire Senior Cup (2) : 1995–1996, 2015–2016

## Records
- Hoogste positie in competitie : 7e in Southern Football League, 2004-2005
- FA Cup beste prestatie : 4e kwalificatie ronde, 2001-2002 & 2003-2004
- FA Trophy beste prestatie : 3e ronde, 2002-2003
- FA Vase beste prestatie : 3e ronde, 1975-1976 & 1976-1977
- Hoogste toeschouwers in een wedstrijd : 2600 tegen Fareham Town in 1969
- Hoogste bedrag speler verkocht : £4,000 Lee Smith naar Gloucester City